# 诗巫省
诗巫省（英語：Sibu Division）是马来西亚砂拉越的其中一个省份，也称第三省，总面积8,278.3平方公里。在行政上，诗巫省分割成了三个县：诗巫县 (Sibu District)，加拿逸县 (Kanowit District) 及實蘭溝县 (Selangau District)，人口约30万（2010年数据）。人口主要由福州裔華族及伊班族组成。现今诗巫省的行政中心位于诗巫市。拉让江 (Rejang River) 和伊甘河 (Igan River) 是诗巫省主要的河流。木材业及木材加工业是省里的主要经济来源，而在农业上出产了油棕和胡椒。

## 历史
在19世纪中叶前，现今诗巫省的地区是属于文莱王朝的管辖。在1853年，因为砂拉越第一位拉者詹姆士·布魯克的介入，使到文莱苏丹不得不把诗巫省地区交给了布鲁克王朝。随后，詹姆士在该地区建起了布魯克堡垒（Fort Brooke），也是当时诗巫省地区的行政中心。

诗巫省在1861年正式成立，成为砂拉越第三省，范围包括整个拉让流域（Lembah Rejang）地区。也在这时期，砂拉越第二位拉者查理斯詹森布魯克，带进了许多来自福州的华人到诗巫省开垦，种植稻谷。由于拉让流域一带不适耕种稻谷，所以之后便改种了橡胶和胡椒。现今因为多个省份已成立，所以诗巫省下分只有诗巫县（Daerah Sibu），加拿逸县（Daerah Kanowit）和实兰沟县（Daerah Selangau）。

## 地理
诗巫省处于低洼地势，多是沼泽地，红树林和棕榈及沼泽森林。而越往内陆地区，如在加拿逸县和实兰沟县地区，就越多山丘地势。

## 行政区划
诗巫省下辖3个县：诗巫县（Daerah Sibu），加拿逸县（Daerah Kanowit）和实兰沟县（Daerah Selangau），省会是诗巫镇。
| 诗巫省 | 县       | 面积（平方公里） | 人口（2010年数据） |
| ------ | -------- | ---------------- | ------------------ |
| 诗巫省 | 诗巫县   | 2,229.8          | 247,995            |
| 诗巫省 | 加拿逸县 | 2,253.5          | 28,954             |
| 诗巫省 | 实兰沟县 | 3,795.0          | 22,819             |
| 诗巫省 | 总计     | 8,278.3          | 299,768            |